# John R. Wooden Classic

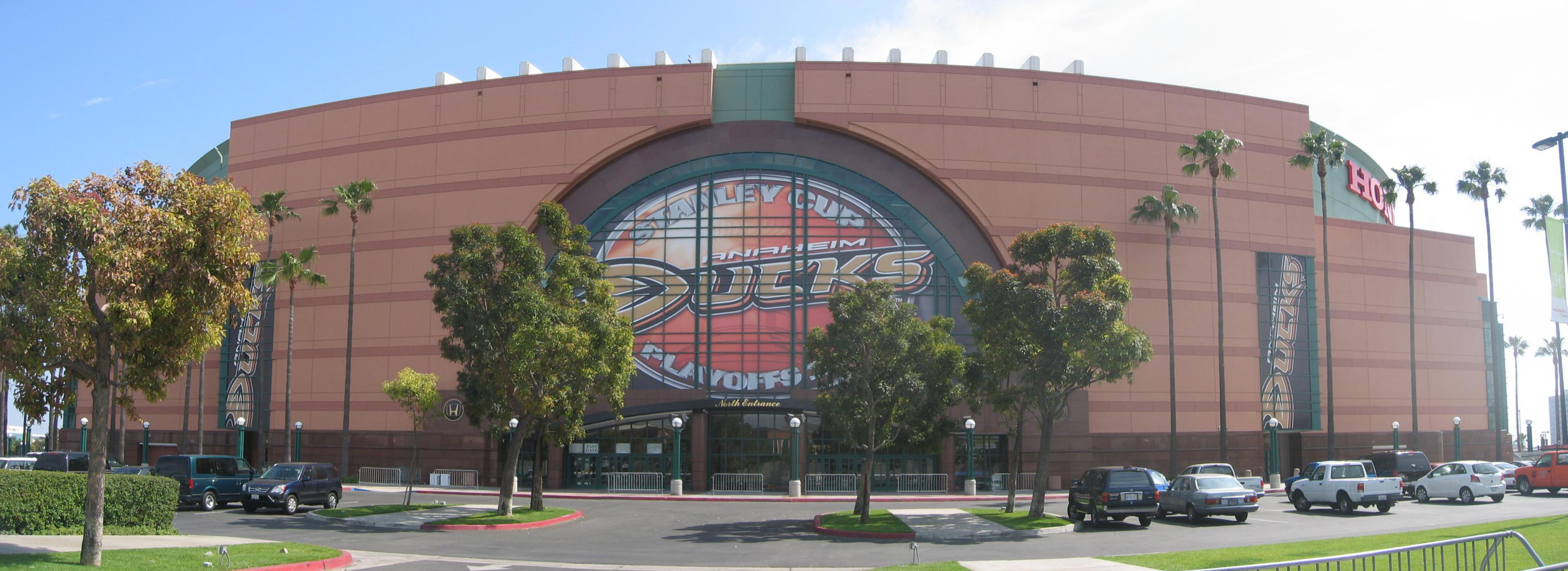
El Honda Center, sede del evento.

El John R. Wooden Classic es una competición anual de baloncesto universitario, en la que participan cuatro equipos. No está considerado un torneo al no haber final ni partido de consolación. El John R. Wooden Classic fue fundado en 1994 y nombrado en honor al exjugador de Purdue y entrenador de UCLA John Wooden. Desde sus inicios, los partidos se han disputado en el Honda Center en Anaheim (California), conocido desde 1994 hasta 2005 como Arrowhead Pond of Anaheim.

## Resultados
| Año  | Partido | Ganador           | Resultado | Perdedor          | Notas                                                                    |
| ---- | ------- | ----------------- | --------- | ----------------- | ------------------------------------------------------------------------ |
| 2012 | —       | San Diego State   | 78–69     | UCLA              |                                                                          |
| 2012 | —       | UCLA              | 65–58     | Arizona           | Los gemelos Travis (20) y David Wear (14) lideraron a UCLA en anotación. |
| 2010 | 1       | Saint Mary's      | 82–74     | Long Beach State  |                                                                          |
| 2010 | 2       | UCLA              | 86–79     | BYU               | BYU estaba colocado en el puesto 16 del ranking de AP                    |
| 2009 | 1       | Georgetown        | 74-66     | Washington        |                                                                          |
| 2009 | 2       | Mississippi State | 72-54     | UCLA              |                                                                          |
| 2008 | 1       | Saint Mary's      | 67-64     | San Diego State   |                                                                          |
| 2008 | 2       | UCLA              | 72-54     | DePaul            |                                                                          |
| 2007 | 1       | Saint Mary's      | 69-64     | San Diego State   |                                                                          |
| 2007 | 2       | UCLA              | 75-63     | Davidson          |                                                                          |
| 2006 | 1       | UCLA              | 65-62     | Texas A&M         |                                                                          |
| 2006 | 2       | USC               | 74-65     | George Washington |                                                                          |
| 2005 | 1       | Washington        | 81-71     | New Mexico        |                                                                          |
| 2005 | 2       | UCLA              | 67-56     | Nevada            |                                                                          |
| 2004 | 1       | Arizona           | 68-64     | Mississippi State |                                                                          |
| 2004 | 2       | Boston College    | 74-64     | UCLA              |                                                                          |
| 2003 | 1       | Stanford          | 64-58     | Kansas            |                                                                          |
| 2003 | 2       | Kentucky          | 52-50     | UCLA              | Combinación de puntos más baja                                           |
| 2002 | 1       | Georgia           | 78-73     | Cal               | Prórroga                                                                 |
| 2002 | 2       | Missouri          | 78-72     | USC               |                                                                          |
| 2001 | 1       | Arizona           | 79-66     | Purdue            |                                                                          |
| 2001 | 2       | UCLA              | 79-57     | Alabama           | Mayor margen de puntos                                                   |
| 2000 | 1       | USC               | 65-60     | Utah              |                                                                          |
| 2000 | 2       | Georgia Tech      | 72-67     | UCLA              |                                                                          |
| 1999 | 1       | Stanford          | 67-58     | Auburn            |                                                                          |
| 1999 | 2       | Duke              | 81-68     | USC               |                                                                          |
| 1998 | 1       | Kansas            | 62-55     | Pepperdine        |                                                                          |
| 1998 | 2       | UCLA              | 69-66     | Oklahoma State    |                                                                          |
| 1997 | 1       | UCLA              | 69-58     | New Mexico        |                                                                          |
| 1997 | 2       | Stanford          | 76-74     | Georgia           |                                                                          |
| 1996 | 1       | Arizona           | 69-61     | Utah              |                                                                          |
| 1996 | 2       | Louisville        | 93-87     | LSU               | Mayor combinación de puntos; prórroga                                    |
| 1995 | 1       | Villanova         | 67-50     | Purdue            |                                                                          |
| 1995 | 2       | UCLA              | 73-63     | Maryland          |                                                                          |
| 1994 | 1       | Kansas            | 81-75     | Massachusetts     |                                                                          |
| 1994 | 2       | UCLA              | 82-81     | Kentucky          |                                                                          |